# Gabriela Spanic
Gabriela Elena panić Utrera (sinh ngày 10 tháng 12 năm 1973), được biết đến với cái tên rút gọn là Gabriela Spanic, là một nữ diễn viên và ca sĩ người Venezuela. Cô được biết đến với vai diễn trong một số bộ phim truyền hình Latin, đáng chú ý nhất là vai diễn của cặp song sinh trong La usurpadora (1998), một trong những bộ phim truyền hình nổi tiếng nhất trong thế giới nói tiếng Tây Ban Nha.
Spanic đã được ký hợp đồng với Televisa, Telemundo và TV Azteca.

## Đầu đời
Spanic được sinh ra tại Caracas và lớn lên ở Ortiz, để Croatia cha Casimiro Spanic và mẹ Norma Venezuela Utrera. Cô có một người chị em sinh đôi, Daniela Spanic, một em gái, Patricia, và một em trai, Antonio. Cô học ngành Tâm lý học ở Caracas tại Đại học Công giáo Andrés Bello trong một năm nhưng rời trường đại học để theo đuổi sự nghiệp diễn xuất.

## Sự nghiệp
Sự nghiệp của Spanic bắt đầu vào năm 1992 khi cô tham gia cuộc thi Hoa hậu Venezuela, đại diện cho nhà nước của cô, Guárico, đóng vai trò là nền tảng để khởi động sự nghiệp diễn xuất của cô, với sự xuất hiện trong các bộ phim truyền hình của Venezuela như Morena Clara, nơi cô đóng vai nhân vật phản diện Linda Prado.
Năm 1994, Spanic có vai trò đầu tiên của mình trong telenovela Como Tu Ninguna, được phát sóng trong hai năm và trở thành một trong những tiểu thuyết lớn nhất của đất nước và có một thành công vượt trội, bao gồm cả quy mô quốc tế.

## Điện ảnh
| Năm     | Tiêu đề                   | Vai diễn                                                               | Ghi chú          |
| ------- | ------------------------- | ---------------------------------------------------------------------- | ---------------- |
| 1991    | Mundo de fieras           | Không rõ                                                               |                  |
| 1992    | La loba herida            | Không rõ                                                               |                  |
| 1992    | Divina obsesión           | Không rõ                                                               |                  |
| 1993    | Rosangélica               | Carla                                                                  |                  |
| 1994    | María Celeste             | Celina Hidalgo                                                         |                  |
| 1994    | Morena Clara              | Linda Prado                                                            |                  |
| 1994    | Como tú, ninguna          | Gilda Barreto/Raqel Sandoval                                           |                  |
| 1996    | Quirpa de tres mujeres    | Emiliana Echeverría Salazar                                            |                  |
| 1997    | Todo por tu amor          | Petra Josefina Marcano / Amaranta Rey                                  |                  |
| 1998–99 | La usurpadora             | Paola Bracho Montaner / Paola Bracho Martinez/ Paulina Bracho Martinez |                  |
| 1998    | Más allá de la usurpadora | Paulina Bracho Martinez                                                | Phim truyền hình |
| 1999    | Por tu amor               | Aurora de Montalvo / María del Cielo Montalvo de Durán                 |                  |
| 2001    | La intrusa                | Virginia Martínez Roldán de Junquera Brito                             |                  |
| 2002    | La venganza               | Valentina Díaz / Helena Fontana                                        |                  |
| 2004    | Prisionera                | Guadalupe Santos                                                       |                  |
| 2005–07 | Decisiones                | Daniela / Mariela                                                      | 2 phần           |
| 2006    | Tierra de pasiones        | Valeria San Román                                                      |                  |
| 2010    | Soy tu dueña              | Ivana Dorantes Rangel                                                  |                  |
| 2011    | Emperatriz                | Emperatriz Jurado                                                      |                  |
| 2012    | La otra cara del alma     | Alma Hernández                                                         |                  |
| 2014    | Siempre tuya Acapulco     | Fiscal Fernanda Montenegro                                             |                  |